# Nachal Ajiš
Nachal Ajiš (hebrejsky: נחל עיש, uváděno též jako Nahal Osh) je krátké vádí v Dolní Galileji, v severním Izraeli.
Začíná v nadmořské výšce okolo 100 metrů, na východních svazích hřbetu Ramat Porija. Pak vádí směřuje k severovýchodu a rychle sestupuje do příkopové propadliny Galilejského jezera, do kterého ústí cca 4 kilometry jihovýchodně od centra města Tiberias, severně od křižovatky ha-Aksanija, kde z dálnice číslo 90 odbočuje lokální silnice 7677.